# Literatur-Café

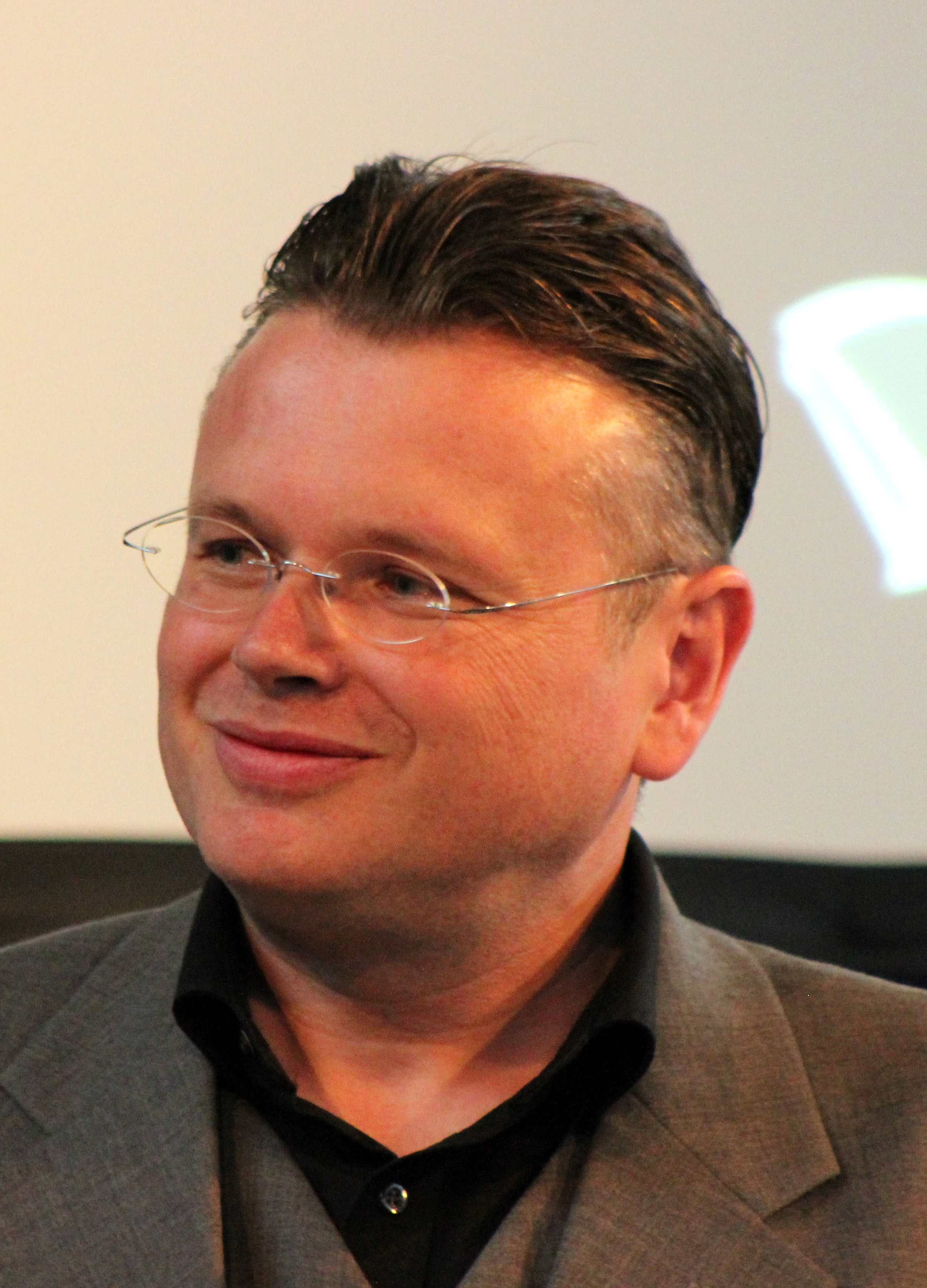
Wolfgang Tischer, Leipziger Buchmesse 2014

Das Literatur-Café (auch literaturcafe.de) ist eine Website mit literarischen Texten, die sich als virtuelles Kaffeehaus versteht. Die Website besteht seit Juni 1996. Betreiber ist Wolfgang Tischer. Die Redaktion sowie alle Autoren arbeiten ehrenamtlich.
Das Literatur-Café versteht sich zum einen als alternatives Nachrichtenportal zu den Themen Verlage, Autoren und Buchmarketing. Das Literatur-Café veröffentlicht Essays, Hintergrundberichte und Interviews mit Autoren und Rezensenten wie Reinhard Kaiser, dem Verfasser der Literarischen Spaziergänge durchs Internet. Es informiert über den Literaturbetrieb und hilft beim Herstellen des Kontakts zwischen Autoren und Verlagen.
Für den seit 2005 produzierten Podcast erhielt das Literatur-Café 2006 den 1. Deutschen Podcast-Award. Seit 2005 werden zudem jährlich während der Frankfurter Buchmesse Interviews mit Autoren wie Elke Heidenreich, Roger Willemsen oder Feridun Zaimoglu geführt. Die über 130 Gespräche sind ebenfalls im Podcast des Literatur-Cafés zu hören.
Zum anderen veröffentlicht das Café kürzere literarische Texte (Prosa und Lyrik), die zuvor redaktionell ausgewählt und lektoriert werden. Ein besonderes Format ist die Buchstabensuppe: die Literatur-Café-Redaktion stellt die Bedingung, dass alle hier veröffentlichten Texte einen Buchstaben zum Thema haben sollen. In der Rubrik „Textkritik“ bespricht Malte Bremer öffentlich an ihn eingesandte Texte, um exemplarisch die häufigsten Fehler beim Schreiben aufzuzeigen.

## Preise und Auszeichnungen
- 2004 Alternativer Medienpreis in der Sparte Online
- 2006 1. Deutscher Podcast-Award in der Sparte KulturGUT